# Biru
Biru (en tibetano, འབྲི་རུ་རྫོང་; wylie, bri ru rdzong; en chino, 比如县; pinyin, Bǐrú xiàn)  es un condado bajo la administración directa de la Prefectura Nagqu en la Región autónoma del Tíbet, República Popular China. Su área es 11 683 km² y su población total para 2010 fue más de 60 mil habitantes.

## Administración
El condado de Biru se divide en 10 pueblos que se administran en 2 poblados y 8 villas.